# Kopanje, Bekštanj
Kopanje (nemško Kopein) je naselje v Občini Bekštanj v Okraju Beljak-dežela na Koroškem v Avstriji.